# Omfattning

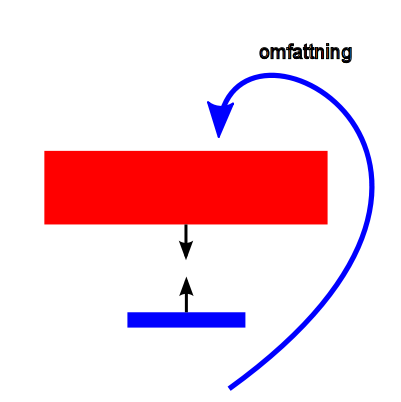
Blå styrka gör en omfattning

Omfattning innebär att en anfallande militär styrka snabbt försöker att nå motståndarens flank eller rygg.
Då ett förband uppställt på linje är starkast i sin front måste en motståndare för att vinna vara ännu starkare, eller försöka nå de svagare delarna flank och rygg. Detta senare alternativ görs genom att på samma gång som motståndaren uppehålls frontalt, med lättrörliga trupper på flyglarna gå runt motståndarens linje. I nutida krigföring kan även till exempel fallskärmstrupper användas för att snabbt nå motståndarens flank och rygg.

Man kan även göra en dubbel omfattning, dvs. med samordnade anfall samtidigt gå runt motståndarens båda flanker.

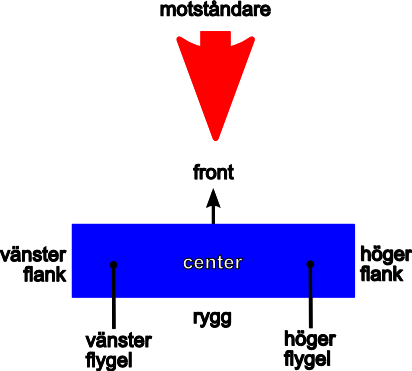
Begrepp inom militär taktik.